# Zorita de la Frontera
Zorita de la Frontera è un comune spagnolo di 270 abitanti situato nella comunità autonoma di Castiglia e León.